# Jinja

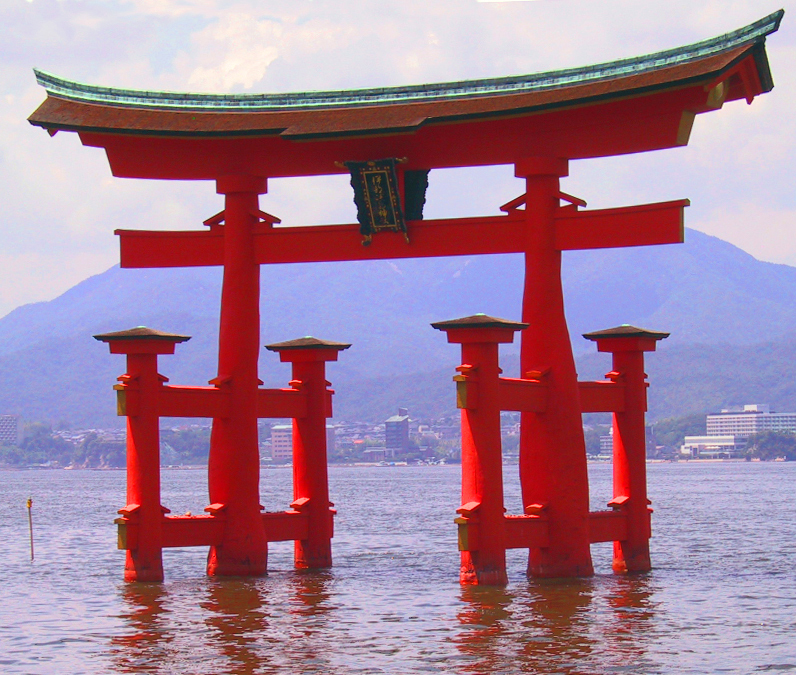
Un torii è il portale che dà l'accesso a un jinja. La fotografia mostra il torii del santuario di Itsukushima che sorge sul mare.

Jinja (神社? a volte anche jingū o taisha) è il termine giapponese che sta a indicare un santuario shintoista, generalmente costituito da una serie di edifici e l'area naturale circostante ed è il luogo dove i fedeli shintoisti possono recarsi per la venerazione degli dèi (kami). Dal 1946, con l'istituzione della Jinja Honcho, la Comunità shintoista, tutti i santuari del Giappone sono parte di questa organizzazione, che negli ultimi decenni ha iniziato anche ad aprire nuovi santuari all'estero, in particolare in America, Australia e San Marino.

## Origini
Si crede che originariamente i jinja fossero solo santuari temporanei, allestiti in occasione di una festività (matsuri) in luoghi considerati sacri come caverne o montagne. Questo per il fatto che nella fede shintoista i kami sono in un certo senso «onnipresenti», avendo la facoltà di essere dove vogliono quando vogliono, e che dunque non possano essere confinato in uno spazio sacro ben definito.
Comunque, in epoche più recenti, dopo la costruzione di questi santuari temporanei chiamati shaden (社殿?), si diffuse la credenza secondo cui un kami venerato in un santuario farebbe di quest'ultimo la sua dimora sacra. Nacquero così i primi santuari stabili, i jinja, a partire da preesistenti shaden. Molti credono che le tecniche di costruzione degli shaden derivino dal Buddhismo, difatti, parecchi jinja antichi non hanno tracce di shaden, ma solamente luoghi di preghiera affacciati su ambienti sacri a cui è solitamente vietato l'accesso.

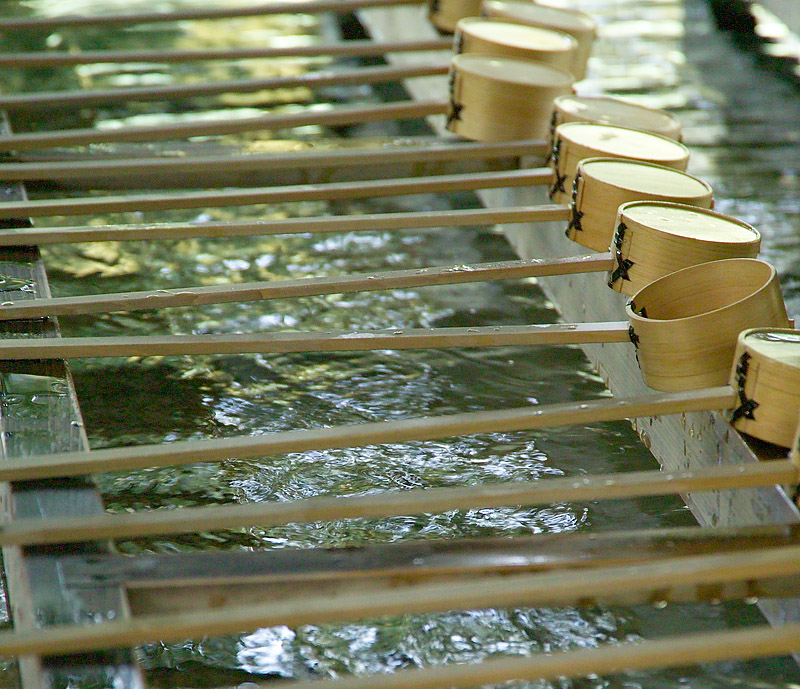
Fonte per le abluzioni al santuario di Meiji, Tokyo

## Locali di unjinja
Un santuario shintoista è costituito da parecchi locali ed edifici, inclusi un honden (本殿?) e un haiden (拝殿?). L′honden è il Sancta Sanctorum, la stanza o l'edificio contenente il goshintai (御神体? letteralmente, "il Sacro Corpo del kami"). Di queste stanze, solo l'haiden è aperto ai laici. 
L′honden è collocato dietro l′haiden, è più piccolo ed è privo di decorazioni. È importante considerare che i santuari Shinto, a differenza dei templi buddisti, erano costruiti in legno, con tetti di paglia o corteccia; inoltre, non era prevista una manutenzione dei jinja, ma si lasciava che il tempo e i fenomeni atmosferici facessero il loro corso, salvo poi ricostruire un nuovo edificio.
Altre zone particolari di un santuario shintoista sono l'area del torii, l'ingresso sacro al santuario; il chōzuya (手水舎?) l'area delle abluzioni di mani e bocca, e il shamusho (社務所?). Molto spesso, inoltre, a indicare un santuario Shinto è la presenza di cipressi.
A partire dalla seconda metà del periodo Nara fino al periodo Meiji non era rara la costruzione di templi buddisti all'interno o adiacenti a santuari shintoisti. Questo tipo di costruzione, in cui un jinja ospita un tempio buddista è chiamata jinguji (神宮寺?). Nel 1868 fu vietata la costruzione di questo tipo di templi-santuari, nel tentativo di creare una distinzione netta tra i riti dedicati ai kami e quelli rivolti al Buddha, condannando tutte le pratiche combinatorie. Molti santuari e templi, tuttavia, ancora oggi collaborano tra loro, soprattutto in occasione di matsuri e altri eventi.

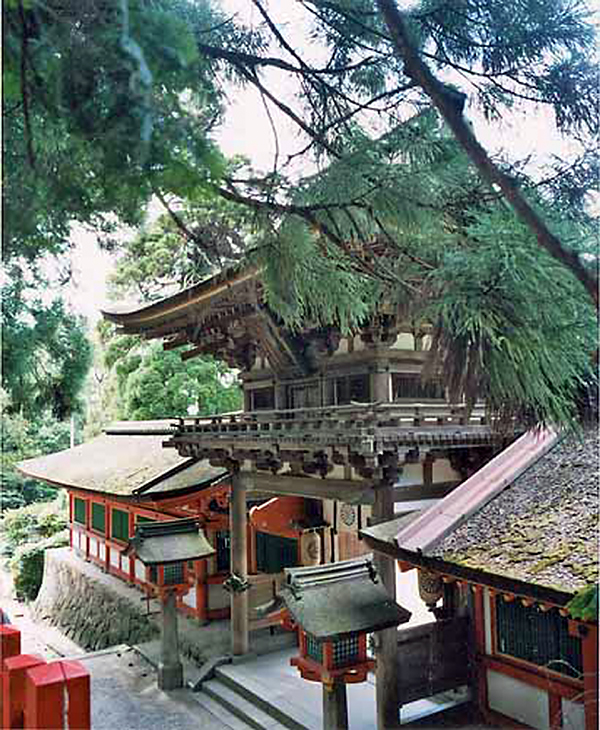
Romon del santuario di Isonokami a Tenri, Nara

Un santuario shintoista può includere inoltre anche altre aree ed edifici tra i seguenti:
- Kagura-den (神楽殿? padiglione per la danza sacra Kagura, anche chiamato maiden)
- Koma-inu (狛犬? statue guardiane "cane-leone")
- Rōmon (楼門? portale)
- Sessha (摂社? santuario ausiliario)
- Massha (末社? santuario ausiliario, al di sotto di un sessha)
- Tamagaki (玉垣? staccionata attorno al suolo sacro del santuario)
- Tōrō (燈籠? lanterna di pietra)

## Kannushi
Un Kannushi (神主?) è il sacerdote incaricato della custodia di un jinja e dell'organizzazione delle cerimonie. Tradizionalmente, in particolare in passato, molti jinja non hanno un Kannushi e sono custoditi da una commissione di volontari locali chiamati Ujiko (氏子?). In un jinguji, un monaco buddhista può custodire il suo santuario e il santuario shintoista annesso.

## Kami
Il kami venerato in un jinja è generalmente una divinità shintoista, ma spesso vi vengono venerate anche divinità buddhiste o taoiste. Alcuni santuari sono inoltre consacrati alla venerazione di persone importanti o figure mitologiche.

## Abitudini
Un jinja è un luogo di pace e, con l'eccezione di particolari matsuri, non si può correre o fare molto rumore. Molti jinja, comunque, organizzano attività ludiche per i bambini. Un comportamento scorretto comune per uno straniero, specialmente durante una calda giornata estiva, è bere l'acqua di una fontana chozusha. Un comportamento ancor più offensivo è addentrarsi nell'area sacra senza permesso, ancor più se si tratta di uno shaden.

## Galleria d'immagini

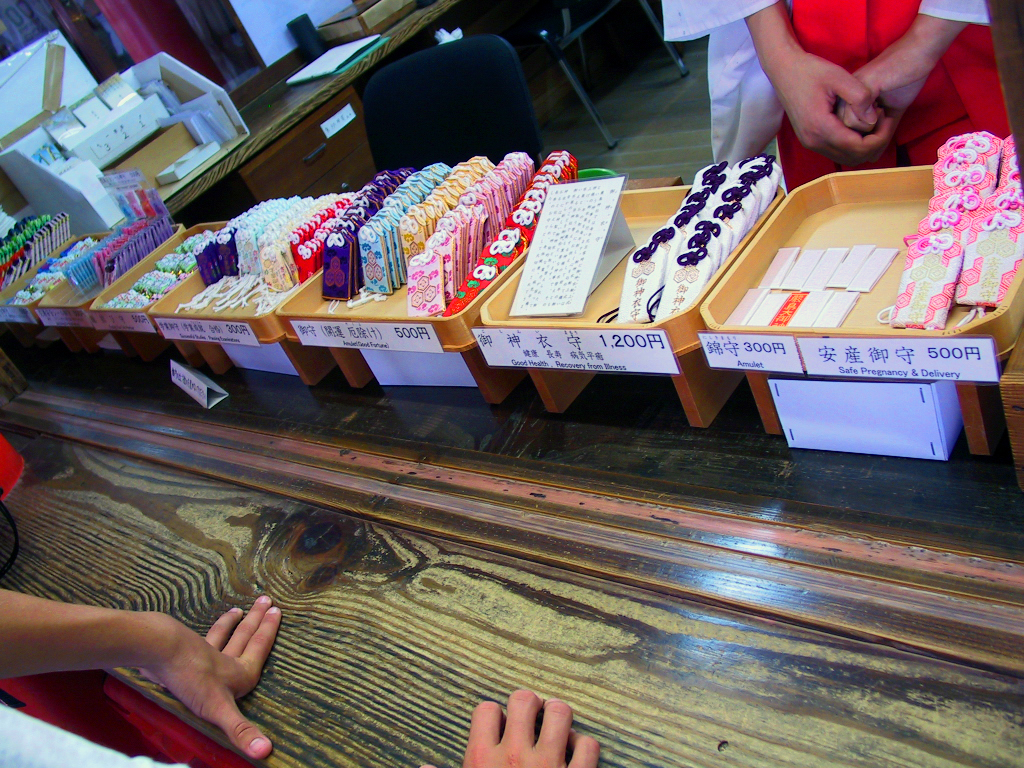
Porta-fortuna per gravidanza sicura, guida sicura, esami scolastici e altre situazioni, venduti al santuario di Itsukushima
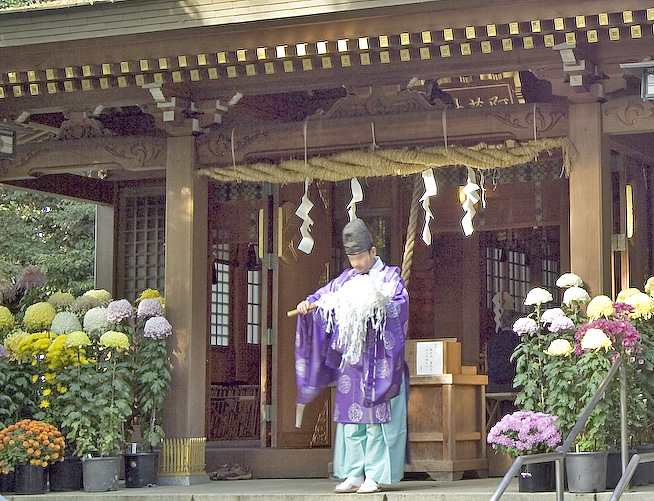
Kannushi
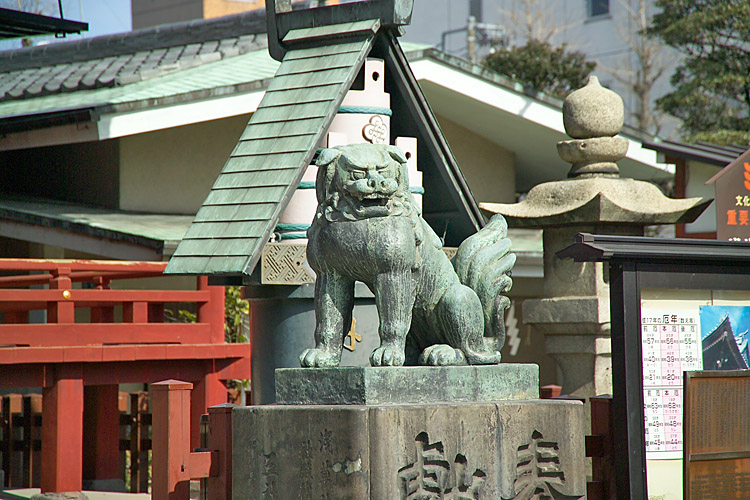
Questo komainu sorveglia il santuario di Asakusa a Tokyo
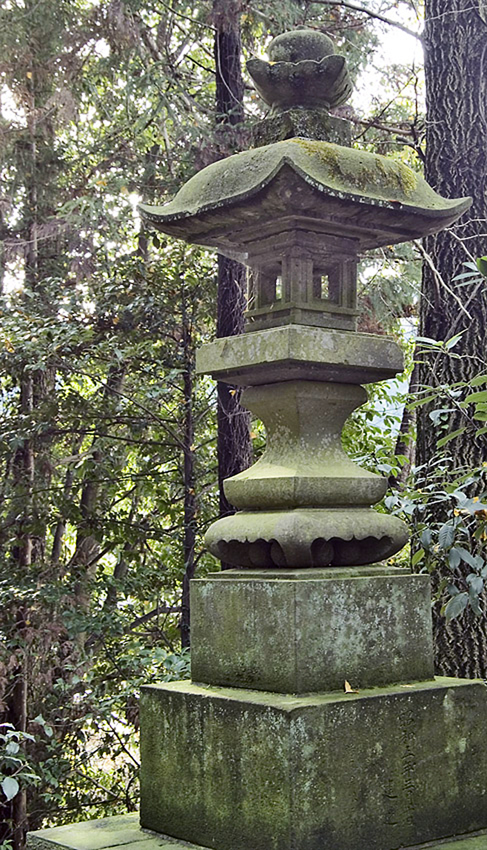
Lanterna di pietra nei pressi del santuario di Aso
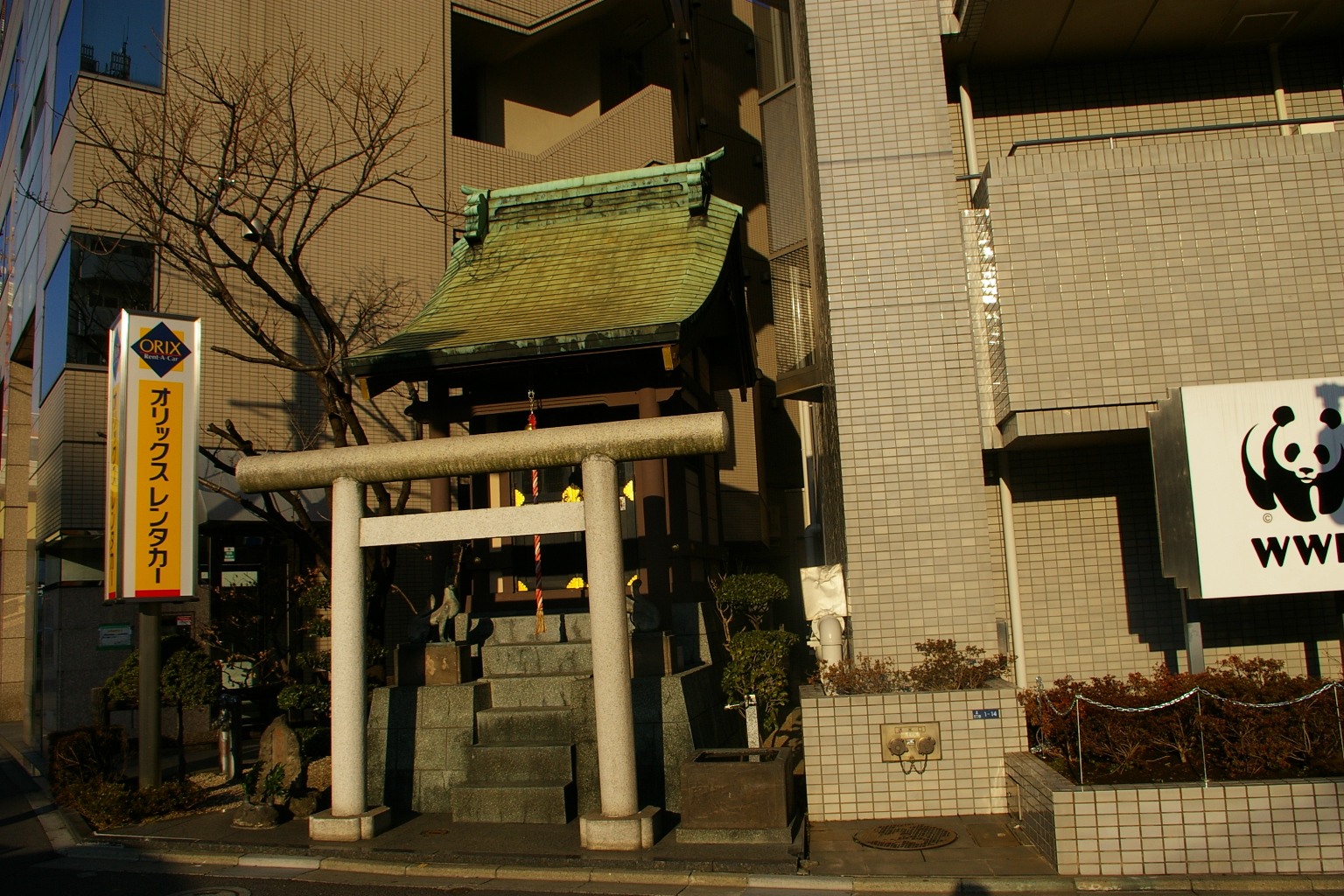
Il minuscolo santuario di Fushimi Sanpō Inari a Tokyo